# Languette
En menuiserie une languette désigne une saillie d'assemblage analogue à un tenon.
Elle a d'autres significations dans d'autres domaines de la construction et de l'artisanat.

## En menuiserie

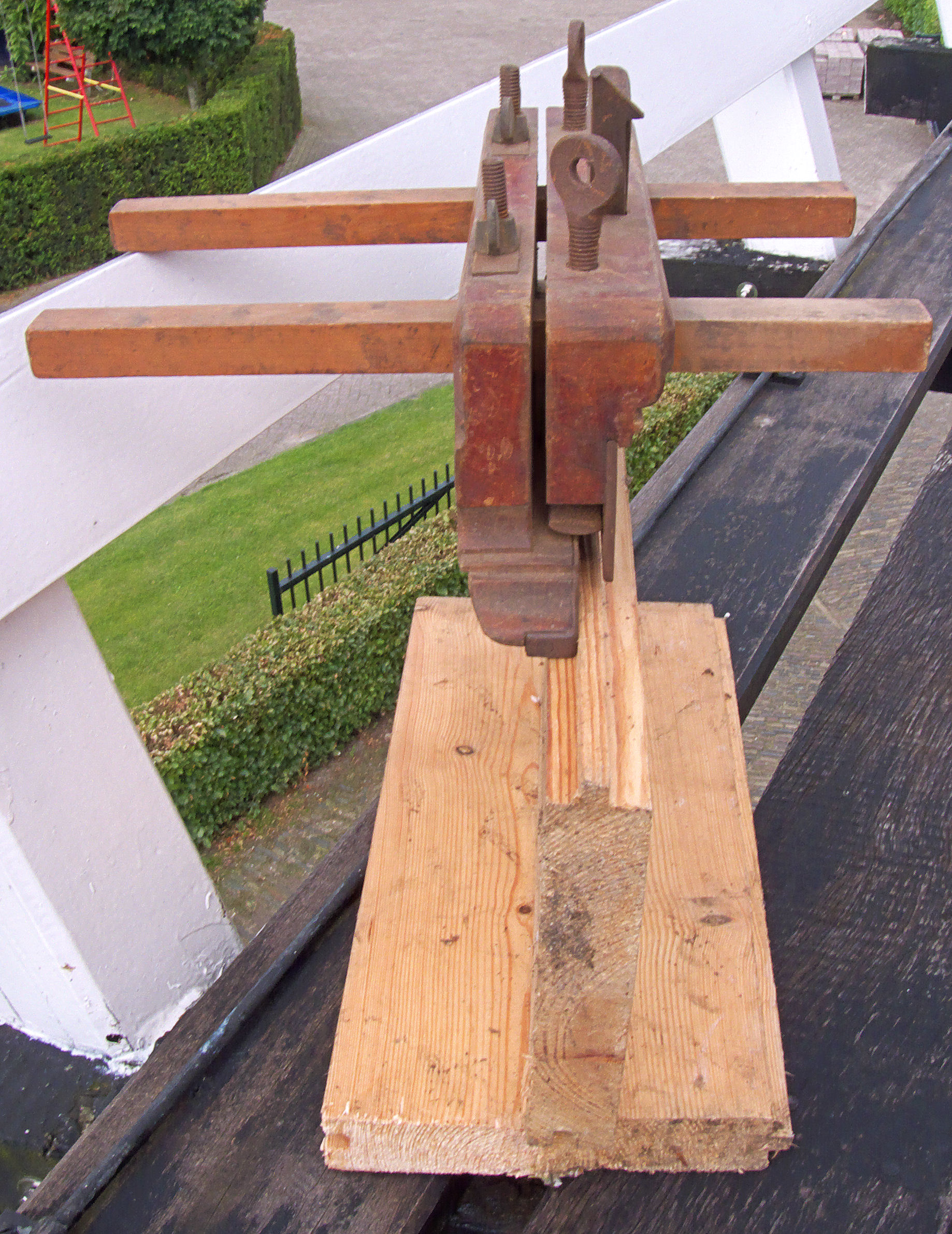
Bouvet, rabot à languettes (veerploeg)

En menuiserie une languette est une saillie d'assemblage analogue à un tenon, à cette différence près que le tenon est en bout, tandis que la languette occupe la rive de la planche dans le sens de sa longueur. On pourrait définir la languette comme étant un tenon continu, puisque c'est la rive d'une planche dont on réduit l'épaisseur de telle sorte qu'elle puisse pénétrer dans une rainure pratiquée dans l'épaisseur d'une autre planche. Les languettes peuvent avoir un ou deux arasements : dans le premier cas on la nomme languette bâtarde, elle a la forme d'une feuillure; on l'utilisait pour l'assemblage des panneaux de lambris ou de portes dans leur bâti. La languette qui est faite en travers du fil du bois est dite « languette à bois debout » ou « languette de fil ». Quand deux planches ont sur leur épaisseur une rainure si on les joint avec une tringle celle ci se nomme « languette rapportée ». On distingue donc:
- Languette - Bord d'une planche qu'on réduit au tiers de son épaisseur pour le faire entrer dans une rainure pratiquée dans le bord de l'épaisseur d'une autre planche[B 1]
- Languette bâtarde - Languette qui a la forme d'une feuillure. On en faisait le plus souvent usage pour l'assemblage des panneaux de lambris ou de portes dans leur bâti[B 1]
- Languette à bois debout - Languette que l'on fait en travers le fil du bois[B 1]
- Languette rapportée - Tringle d'environ 5 lignes sur 8 lignes (11  à   18 mm) d'épaisseur que l'on fait entrer dans deux rainures pratiquées sur l'épaisseur de deux planches que l'on veut joindre. Ces languettes ont ordinairement lieu pour les planches de 2 pouces (5,4 cm) d'épaisseur qu'on nomme doublettes[B 1].

Le bouvet désigne une espèce de rabot qui est toujours par paire, parce qu'il sert à faire les rainures et languettes des planches que l'on veut réunir les unes à côté des autres; l'un des deux a un fer fourchu qui sert à faire la languette, et l'autre a un fer étroit comme un bec d'âne, et sert à faire la rainure; il en est un second qu'on nomme bouvet de deux pièces, dont les chevilles sont mouvantes afin de le rendre propre à être rallongé à volonté, et sur lequel se montent divers outils pour faire des rainures, élégissements et autres ravalements.

## En maçonnerie

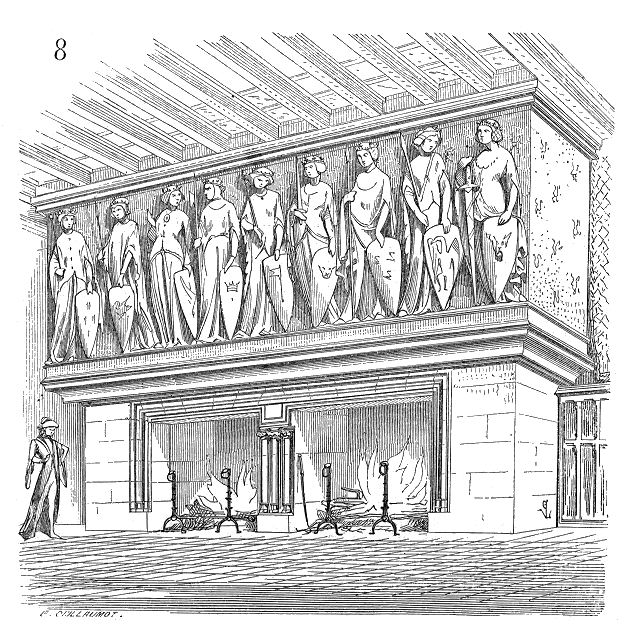
Grand'salle du château de Coucy. Les « tuyaux de ces cheminées sont divisés par une languette en pierre, de manière à fournir deux tirages. Un pied-droit divisait la portée du manteau et formait ainsi comme deux cheminées jumelles ». Dans Viollet-le-Duc, Dictionnaire raisonné de l'architecture française du, article « Cheminée»

Languette en maçonnerie désigne une grande pièce étroite de bois de la pleine épaisseur d'un joint de mortier, encastrée dans le briquetage de surface pour former un fond de clouage auquel la boiserie peut être clouée.
En maçonnerie les languettes désignent aussi, des cloisons minces en plâtre pigeonné ou en brique qui servaient à limiter ou refendre un espace de peu d'étendue elles forment les faces et les côtés des tuyaux de cheminée depuis la hotte jusqu'à la souche située. On distinguait:
- Languette - Petit mur d'environ trois pouces d'épaisseur en plâtre pigeonné, ou de deux ou de quatre pouces lorsqu'il est en briques, et qui forme les faces et les côtés des tuyaux de cheminées, depuis le manteau jusqu'à la fermeture au-dessus des combles - On nomme celle de devant languette de face, et les deux en retour languettes costières[M 1].
- Languette de dossier - Languette faite en briques derrière une cheminée lorsque celle-ci est construite dans l'épaisseur d'un mur - Aussi celle qui excède le mur de dossier[M 1].
- Languette de refend - Languette qui est entre deux tuyaux et qui les sépare[M 1].
- Languette (Fausse) - Languette de face, montée d'aplomb, qui remplit le vide entre le manteau et le plancher supérieur, vide que forme un tuyau qui est rampant ou dévoyé[M 2].
- Languette rampante ou de dévoiement - languette costière ou intérieure, masquée par la languette ou fausse languette, et qui forme le rampant intérieur du tuyau depuis le manteau jusqu'au plancher[M 2].
- Languette de coffre - Fausse languette qui enveloppe le bout d'une panne[M 2].
- Languette de puits - Petit mur pratiqué en contrebas dans le milieu d'un puits ovale et mitoyen, pour empêcher qu'on ne puisse communiquer d'une maison à l'autre[M 2].